# Kupellonura caudoserrata
Kupellonura caudoserrata is een pissebed uit de familie Hyssuridae. De wetenschappelijke naam van de soort is voor het eerst geldig gepubliceerd in 1994 door Negoescu.